# جياني موناري
جياني موناري (بالإيطالية: Gianni Munari)‏ (24 يونيو 1983 بساسولو في إيطاليا - ) هو لاعب كرة قدم إيطالي في مركز الوسط. لعب مع فيورنتينا وكييفو فيرونا ونادي بارما ونادي باليرمو ونادي تريستينا ونادي ساسولو ونادي سامبدوريا ونادي كالياري ونادي ليتشي ونادي واتفورد وهيلاس فيرونا وGiulianova Calcio ‏.

## وصلات خارجية
- جياني موناري على موقع قاعدة بيانات كرة القدم.إي يو (الإنجليزية)
- جياني موناري على موقع Soccerbase.com (لاعب) (الإنجليزية)
- جياني موناري على موقع Soccerway.com (الإنجليزية)
- جياني موناري على موقع عالم كرة القدم.نت (الإنجليزية)
- جياني موناري على موقع AS.com (الإسبانية)